# Międzynarodowy Dzień Alfabetyzacji
Międzynarodowy Dzień Alfabetyzacji (ang. International Literacy Day) – święto obchodzone corocznie 8 września przez państwa ONZ w ramach programów walki z analfabetyzmem.
Jest on obchodzony od 1966 r. dzięki decyzji Konferencji Generalnej UNESCO w 1966 r. w wyniku postanowień Kongresu Ministrów Edukacji w Teheranie w 1965 r. Na tym Kongresie pierwszy raz zostało przedstawione pojęcie analfabetyzmu funkcjonalnego.
Głównym koordynatorem działań programu edukacyjnego ONZ „Edukacja dla Wszystkich” przyjętego przez ONZ w 2000 roku jest UNESCO.
19 grudnia 2001 Zgromadzenie Ogólne ONZ ogłosiło Dekadę Edukacji na lata 2003–2014 (rezolucją 56/116), która ma na celu upowszechnienie alfabetyzacji i podniesienie poziomu wykształcenia społeczeństwa. Program zwiększa szanse rozwojowe ludzi zamieszkujących najbardziej zaniedbane regiony świata, gdzie większość z nich jest niepiśmienna. Z inicjatywy UNESCO powstał w 2005 roku ramowy program działań Literacy Initiative for Empowerment (LIFE) służący do osiągnięcia celów Dekady. 
Obchody Międzynarodowego Dnia Alfabetyzacji mają na celu rozpowszechnienie projektu ONZ. Są również okazją uhonorowania osób i instytucji mających szczególne zasługi dla upowszechnienia dostępu do edukacji na świecie.